# Macromitrium bifasciculare
Macromitrium bifasciculare là một loài rêu trong họ Orthotrichaceae. Loài này được Müll. Hal. ex Dusén mô tả khoa học đầu tiên năm 1903.